# کاخ ساسانی سروستان

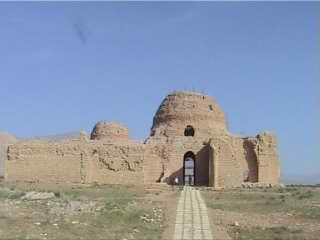
نمای بیرونی از سمت شمال.

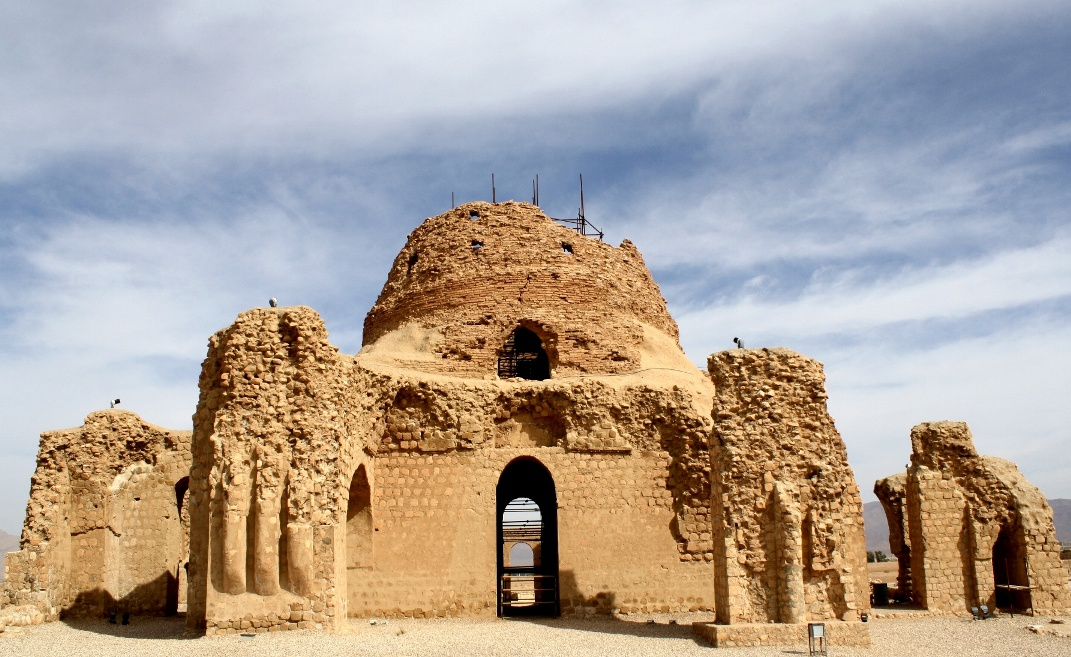
کاخ سروستان، نمای جنوبی

تالار شرقی کاخ ساسانی سروستان.

مجموعه کاخ ساسانی سروستان در استان فارس و در ۹ کیلومتری جنوب شهر سروستان در شهرستان سروستان و محله تزنگ قرار داشته و کل مجموعه ۲۵ هکتار وسعت دارد. این کاخ از سنگ و گچ ساخته شده و ایوانی مربع شکل بخش مرکزی آن را تشکیل می‌دهد که دارای ۱۳ متر طول و عرض، و ۱۸ متر ارتفاع دارد. همچنین در مرکز و حیاط دارای گنبدی می‌باشد.
این بنا همانند کاخ فیروزآباد و کوچکتر از آن است و طاق‌های گنبدی آن با آجر زده شده‌ است. این بنا که از با شکوه‌ترین کاخ‌های دوران ساسانی است و شامل یک ایوان ورودی و گنبدی در مرکز و حیاط است. در این کاخ نسبت به بناهای دیگر این دوره از معماری و پلان پیچیده و کامل‌تری استفاده شده‌ است.

## معماری
نمای اصلی بنا در ضلع جنوبی قرار دارد که شامل یک ایوان مرکزی و دو ایوان کوچکتر در دو طرف است. ایوان مرکزی به تالار اصلی و پس از آن به چهار حیاط متصل می‌شود و دیوار جنوبی تالار مرکزی به یک ایوان جانبی خارجی راه می‌یابد. ایوانی که در سمت شمال کاخ واقع است بوسیله چند پله به محوطه بیرون کاخ مربوط می‌شود اما ایوان بزرگ شرقی به تالار مرکزی و قسمت‌های دیگر بنا ارتباط دارد و در دو طرف این بنا دو اتاق باریک با طاق گهواره‌ای قرار دارد که مقابل هم قرار نگرفته‌اند. استفاده از فیلپوش برای قرار گرفتن گنبدها روی بنا به روشنی دیده می‌شود.
برای تقویت گنبدهای مدور از گوشواره استفاده شده علاوه بر این شیوه، استفاده از ستون‌ها را به عنوان محافظ سقف در اتاق‌ها دیده می‌شود. همچنین تپه‌ها و ناهمواری‌های زمین‌های مجاور نشانگر ابنیه‌ای است که در اطراف کاخ بنیاد بوده است. روی هم رفته نقشه کاخ سروستان شیوه بسیار نوآور و جالب معماری عهد ساسانی را به نمایش می‌گذارد.
برخی از پژوهشگران معماری ساسانی، با توجه به تکنیک پیشرفته‌تر در طرحی کلی و جزئیات بنا آن را متعلق به اواخر دوران ساسانی می‌دانند و معتقدند که ساخت این بنا یکی از نخستین گام‌ها در جهت سبک ساختمانی ویژه‌ای بود که معماری گوتیک را می‌توان تحقق نهایی آن دانست.

## زمان ساخت
برخی از پژوهشگران معماری ساسانی، با توجه به شگرد پیشرفته‌تر در طرحی کلی و جزئیات بنا آن را متعلق به اواخر دوران ساسانی می‌دانند و معتقدند که ساخت این بنا یکی از نخستین قدم‌ها در جهت سبک ساختمانی ویژه‌ای بود که معماری گوتیک را می‌توان تحقق نهایی آن دانست.
در منابعی تاریخی-جغرافیایی اطلاعاتی در باب کاخ ساسان یافت می‌شود. ابن خردادبه در کتاب المسالک و الممالک پس از توضیحات فراوان در مورد شهر استخر و عنوان اینکه استخر یکی از قدیمی‌ترین شهرهای پارس است، سروستان را یکی از قصبه‌های آن می‌شمارد. او در آن میان از بنایی یاد می‌کند که بزرگ بوده و ساختمان آن از سنگ و گچ ساخته شده است و مشتمل بر گنبدهای تالار ستون دار، چند ایوان، اتاق‌ها و راهروهای متعددی می‌باشد. او بنای این کاخ را به بهرام پنجم ساسانی نسبت می‌دهند.

## تاریخچه مطالعات بر روی کاخ ساسان سروستان
برای نخستین بار اوزلی بنای سروستان را مورد توجه قرار داد. وی در سال ۱۸۱۰ از آن بازدید کرد و شرحی از آن به عنوان یک بنای آجری با یک سبک معمول دوره اسلامی ارائه کرد. در سال ۱۸۴۰ فلاندن و کست از این محوطه بازدید کردند و یک نقشه افزون بر پنج طرحی که جزئیات قابل توجه آن را برای ما آشکار می‌سازد، تهیه کردند. فلاندن بر این گمان بود که این بنا کاخ بوده و ساختار آن را با تعدادی چار طاقی مقایسه کرده و سپس نتیجه گرفته که به نظر او بنا آتشگاهی از دوره ساسانیان است. مادام دیولافوا، در سال ۱۸۸۰ از سروستان دیدن کرد و نکته‌ای بر تلاش‌های قابل ملاحظه پیشینیان خود نیفزود او با توجه بیشتر به هماهنگی موجود در جزئیات بنا و دقت در معماری آن بر اساس اندازه‌گیری تقریبی، نقشه‌های بس دقیق‌تر از طرح کست و با توضیحات کامل فراهم آورد. تصاویر تهیه شده توسط دیولافوا، کهن‌ترین تصویری است که از بنا داریم و شامل با ارزش‌ترین بخش یعنی تصاویر ساختمان است که به دقت بررسی نشده بود.
دیولافوا با اصراری تمام بنا را متعلق به اواخر امپراتوری هخامنشی یا به گمانی به دوره سلوکی می‌دانست و تنها کسی که تاریخ ساسانی را برای آن حدس زد فلاندن بود. نزدیک به ۱۹۱۰ هرتسفلد تصور کرد که تاریخ بنای سروستان به دوره پادشاهی بهرام پنجم (۴۸۰–۴۲۰) می‌رسد. هرتسفلد برای اثبات مدعای خود از گفته طبری بهره جست و آنکه مهر نرسه صدراعظم بهرام پنجم باغی با دوازده هزار درخت سرو کاشت و این را دلیل بیانات خود ذکر کرد.
در مورد این بنا پژوهشگران و باستان شناسان اظهارات متفاوتی ارائه کرده‌اند اما اکثریت قریب به اتفاق محققین و پژوهشگران داخلی و خارجی این اثر را مربوط به دوره ساسانی و به احتمال بسیار زیاد دوره سلطنت بهرام پنجم (قرن ۵ میلادی) دانسته‌اند. برخی با توجه به عدم وسعت کافی و بنایی که در خور یک کاخ شاهی باشد آن را به عنوان آتشگاه معرفی کرده‌اند و برخی دیگر با توجه به گسترش آن که بیش از محدوده یک آتشگاه است مکان را به مثابه یک استراحتگاه یا شکارگاه سلطنتی معرفی کرده‌اند.

## مقایسه کاخ ساسان سروستان با اثر ساسانی در فیروز آباد
آندره گدار در کتاب هنر ایران از کاخ ساسان یاد کرده و معتقد است که «کاخ سروستان به دستور بهرام پنجم (۴۸۰–۴۲۰م) ساخته شده و از کاخ فیروزآباد بهتر حفظ شده‌است. طرح آن از طرح فیروزآباد پیچیده‌تر است و از نظر اصول فنی کاملتر می‌باشد، و در ساختمان طاق‌ها و گنبدها مهارت زیادتر به خرج داده شده و نمای اصلی این بنا در طرف مشرق است…»
«در عقب تالاری که گنبد اصلی آن را پوشانده حیاطی است که مانند کاخ فیروزآباد در اطراف آن ساختمان‌های محل سکونت واقع شده اما فاقد قرینه‌سازی است و اتاق‌ها به ابعاد مختلف و رابطه میان آن‌ها خیال پردازانه است؛ بنابراین ترکیب کاخ ساسان اساساً نظیر فیروزآباد است اما در جزئیات آزادتر و متنوع‌تر از آن است. در حقیقت اگر محل پذیرایی آن را منحصر به تالار بزرگ بدانیم برای اینکار بسیار تنگ بوده‌است. از طرفی تالارهای دیگر خیلی وسیع ولی تعدادشان کم اما مجلل هستند و دربهای فراوانی به خارج باز می‌شوند. دور از آن است که آنجا را محل سکونت بدانیم. ایوان و تالار مربع نیز بوسیله دربهای تنگ و باریکی با هم مربوط می‌شوند. محتمل است که ساختمان مزبور که وسعتش یک چهارم کاخ فیروزآباد است منحصراً یک کاخ پذیرایی بوده باشد…»

## نگارخانه

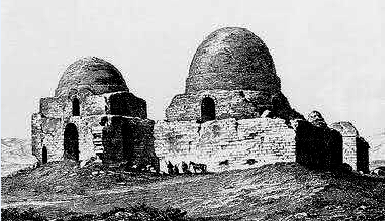
تصویر قدیمی از کاخ سروستان
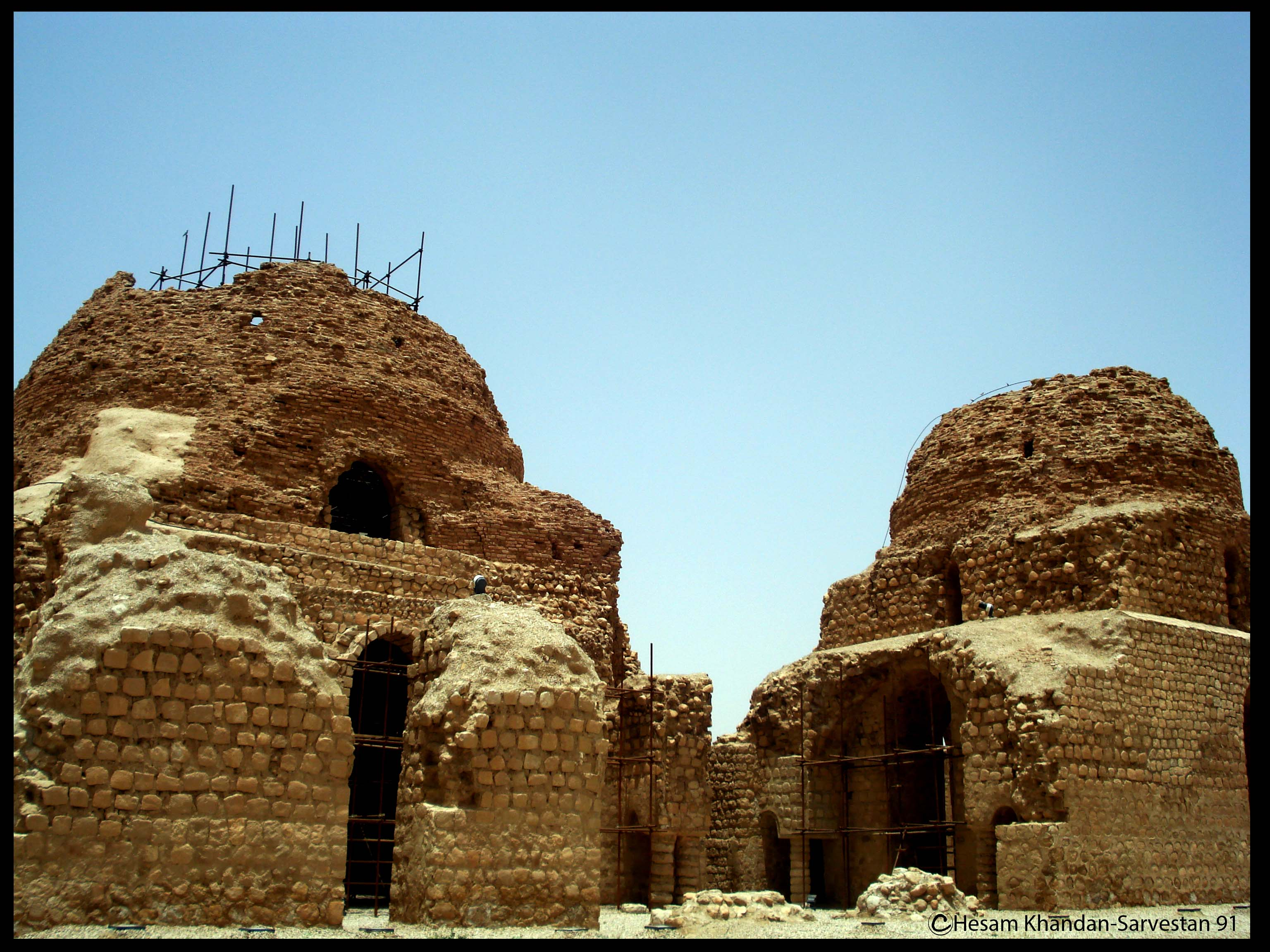
فضای بیرونی
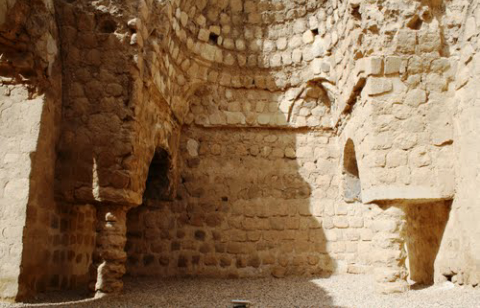
فضای داخلی کاخ
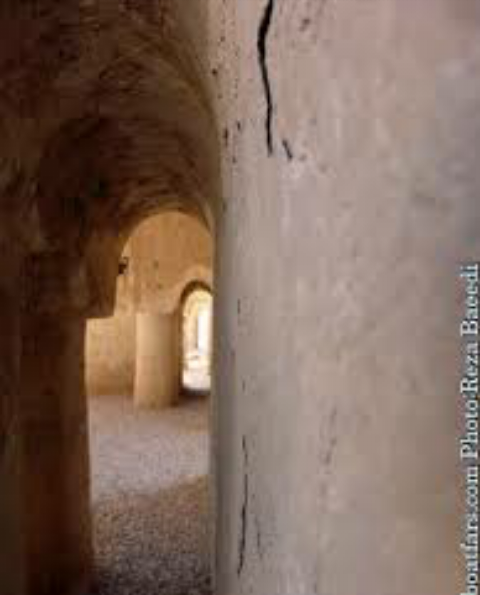
راهروهای داخلی کاخ
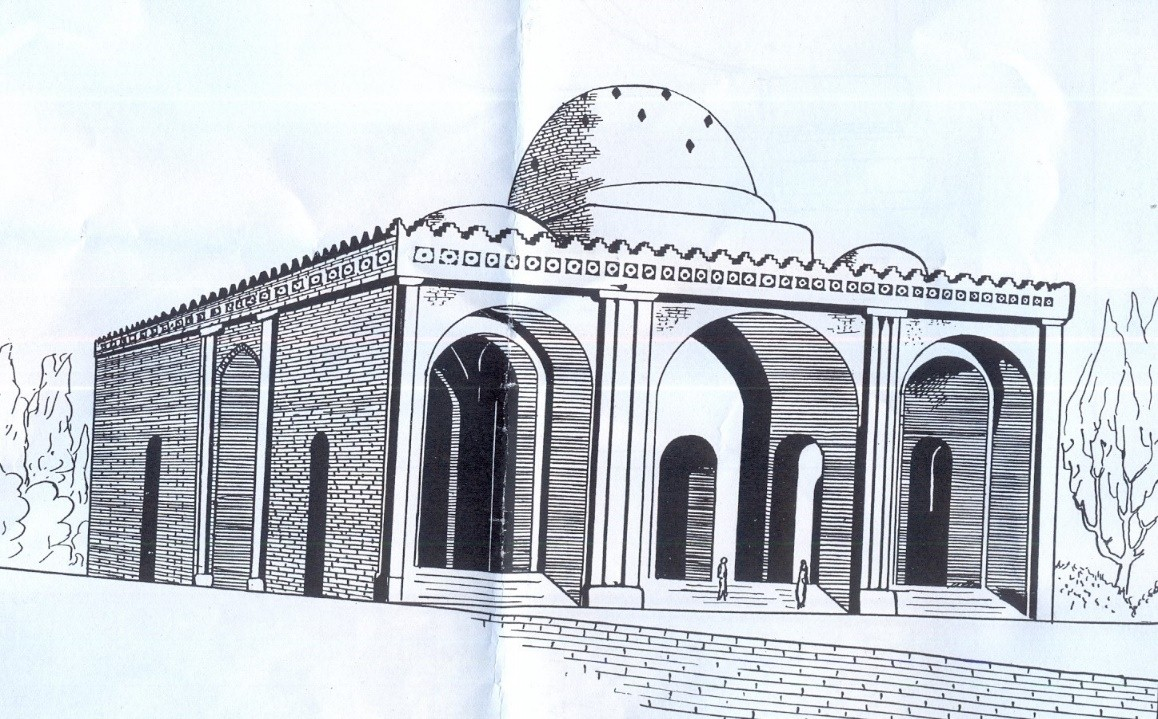
تصویر ترسیم شده از کاخ توسط پژوهشگران
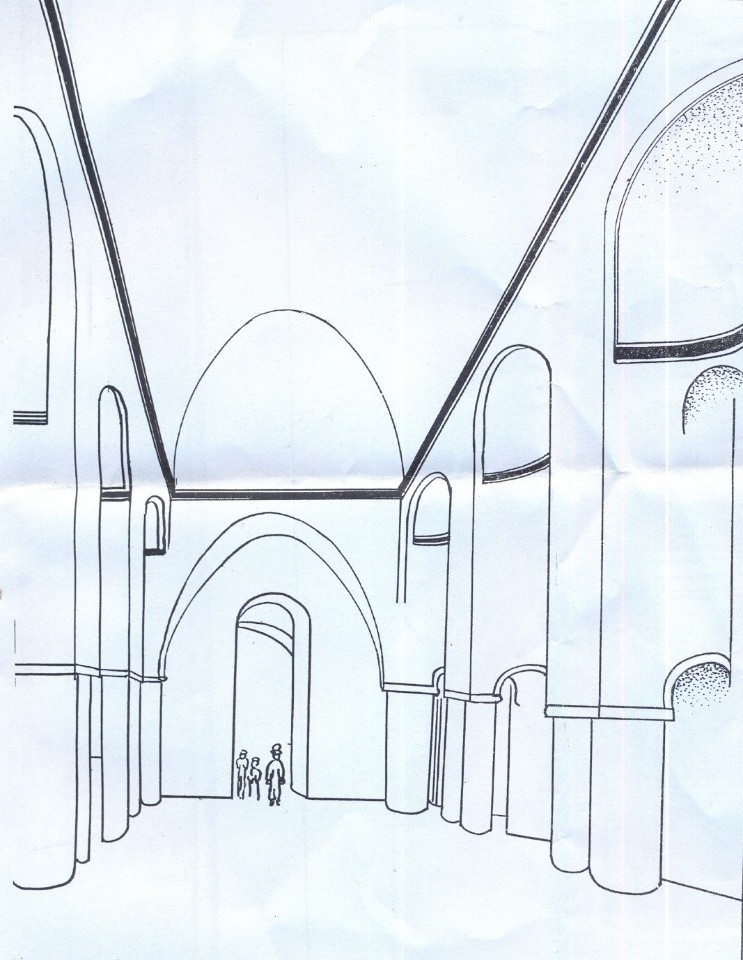
فضای ترسیم شده داخلی کاخ
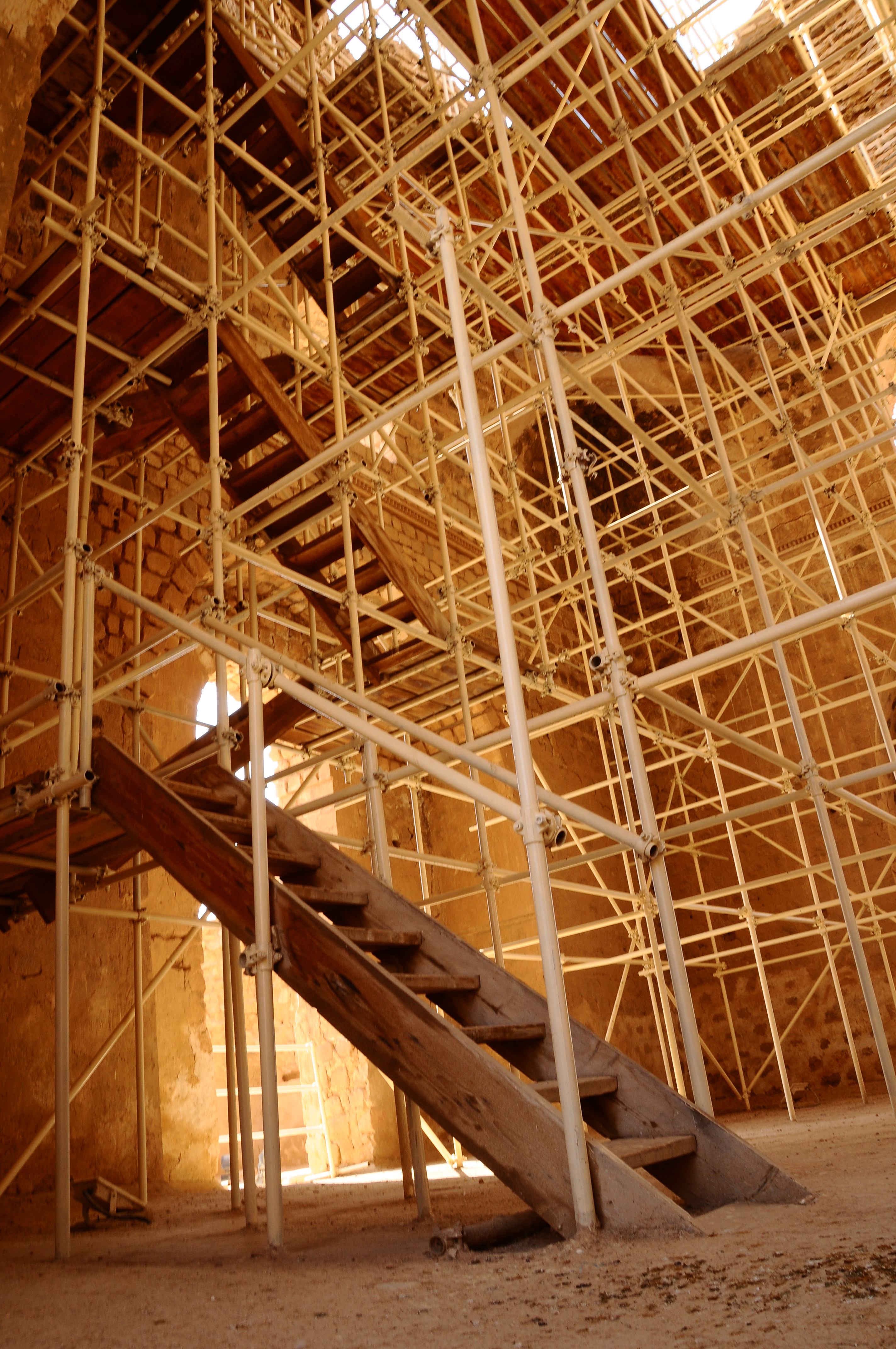
فضای داخلی کاخ
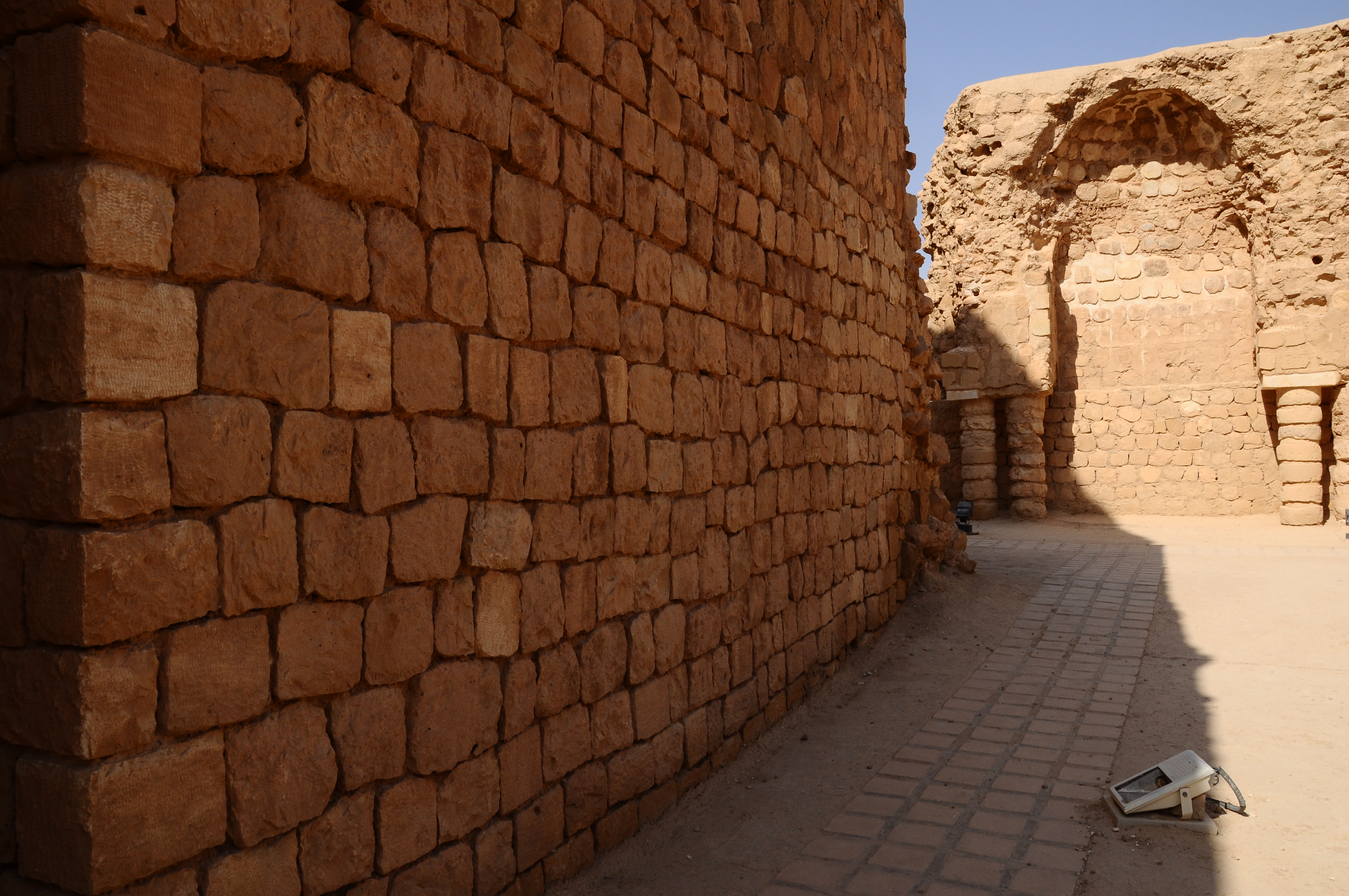
فضای داخلی کاخ